# 想い出にて
「想い出にて」（おもいでにて）は、1998年6月24日に発売されたやしきたかじんの27枚目のシングル。

## 解説
前作から1年振り、同年9月発売ベスト・アルバム「TAKAJIN SINGLE COLLECTION」の先行シングル。本作を発売後、たかじんは2003年秋までの5年半、シングルを発売しなかった。また、8cmCDでの最後のシングルとなった。

## 収録曲
全曲　作詞：及川眠子、編曲：若草恵
1. 想い出にて [04:20]
作曲：来生たかお
2. まだ夏が終わらない [05:23]
作曲：山口美央子
3. 想い出にて（オリジナル・カラオケ）
4. まだ夏が終わらない（オリジナル・カラオケ）